# Kinoshita Iesada
Kinoshita Iesada (木下 家定?; 1543 – 4 ottobre 1608) è stato un daimyō giapponese dei periodi Sengoku ed Edo, servitore del clan Toyotomi.

## Biografia
Figlio di Sugihara Sadatoshi, nacque con il nome Sugihara Magobei (杉原孫兵衛?), ma in seguito prese il nuovo nome di famiglia Kinoshita probabilmente per mostrare il suo sostegno a suo cognato, il generale che sarebbe diventato noto come Toyotomi Hideyoshi.
Al tempo della battaglia di Sekigahara, Iesada era il signore dell'han di Himejin il quale valeva 40.000 koku. Tuttavia, a causa della sua distinzione nel sorvegliare sua sorella O-ne (moglie di Hideyoshi), Tokugawa Ieyasu lo ricompensò, e venne trasferito nell'han di Ashimori (25.000 koku) nella provincia di Bitchū dopo la battaglia.
I figli di Iesada includevano Katsutoshi, Toshifusa, Nobutoshi, Toshisada e Hideaki. Toshifusa, suo secondo figlio, gli succedette.